# 케이니
케이니(본명: 김준철, 1999년 9월 8일 ~ )는 대한민국의 리그 오브 레전드 프로게이머로 아이디는 Keine이다. 포지션은 미드라이너이다. 현재 XTEN e스포츠에서 활동하고 있다.

## 선수 생활
2019년 12월 14일, 나인테일에 입단하면서 프로 커리어를 시작했다.
2020년 1월 14일, APK 프린스에 입단했다. 스프링 시즌 커버의 서브 선수로 활동했다. 서머 시즌에서는 미키가 영입되었으나 미키가 좋지 못한 모습을 보이면서 출전기회를 잡기도 했다.
2021시즌을 앞두고 아프리카 프릭스에 입단했다. 스프링 시즌을 앞두고 1군 엔트리에 들었으나 플라이에 밀려 출전하지 못했다. 스프링 2라운드를 앞두고 2군팀으로 샌드다운되었다. 서머 시즌에서는 2군팀에서 활동했다.
2022시즌을 앞두고 XTEN e스포츠에 입단했다.

## 소속팀
| # | 팀명            | 소속 기간             | 소속 리그 | 비고 |
| - | --------------- | --------------------- | --------- | ---- |
| 1 | APK 프린스      | 2020.01.14~2020.11.16 | LCK       |      |
| 2 | 아프리카 프릭스 | 2020.12.06~2021.11.16 | LCK       |      |
| 3 | XTEN e스포츠    | 2021.12.25~           | LLA       |      |